# L'Homme à la guitare (Picasso, 1918)
Pour les articles homonymes, voir L'Homme à la guitare.
L'Homme à la guitare est un tableau peint par Pablo Picasso en 1918. Cette huile sur toile cubiste représente un homme jouant de la guitare. Offerte en guise de cadeau de mariage par l'artiste à Guillaume Apollinaire en 1918, elle est aujourd'hui conservée à la Kunsthalle de Hambourg, en Allemagne.

## Expositions
- Apollinaire, le regard du poète, musée de l'Orangerie, Paris, 2016 — n°118.